# Léna Marrocco
Léna Marrocco (née le 13 janvier 1995 à Saint-Aubin-lès-Elbeuf en Normandie) est une patineuse artistique française qui a été championne de France 2010.

## Biographie

### Enfance
Léna Marrocco rentre pour la première fois dans une patinoire à sa sortie de la maternité, alors que sa mère accompagne son autre fille à l'entraînement. En décembre 2007, à 13 ans, elle participe à ses premiers championnats de France élite à Colmar et y prend la 5e place.

### Carrière sportive

#### Saison 2009-2010
Léna Marrocco patine son programme court sur la chanson Sing, Sing, Sing de Louis Prima, et son programme long sur la chanson I Wanna Be Loved by You de la bande originale de Certains l'aiment chaud d'Adolph Deutsch et My Heart Belongs to Daddy de la comédie musicale Leave It to Me! de Cole Porter.
Elle remporte le championnat de France 2010 au Palais de la glisse de Marseille. Elle devient ainsi la seconde plus jeune championne de France élite de patinage de tous les temps, à l'âge de 14 ans et 340 jours, le record étant détenu par Candice Didier qui avait été titrée championne de France 2003 à l'âge de 14 ans et 333 jours. Sur le podium, elle devance Maé-Bérénice Meité et Gwendoline Didier.
Trop jeune, elle ne peut pas participer aux grands championnats seniors. À ses premiers championnats du monde junior, début mars 2010, elle arrive à la 11e place,.

#### Saison 2010-2011

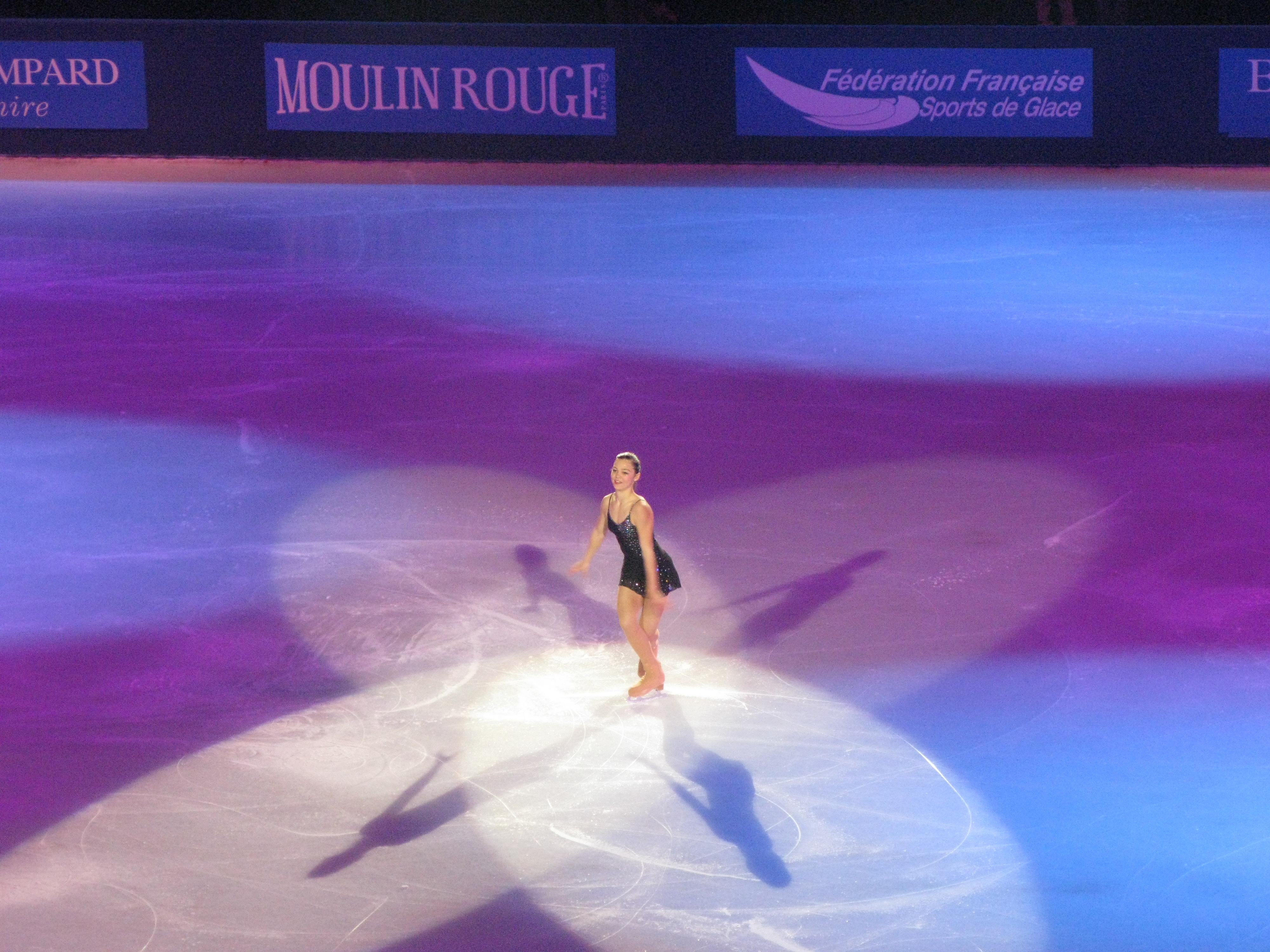
Léna au Bompard 2010.

Pour la saison 2010-2011, Léna Marrocco choisit une chanson jazz pour son programme court, Minnie the Moocher de Cab Calloway tiré de la bande originale de The Blues Brothers. Pour son programme libre, elle reprend la chanson Sing, Sing, Sing de Louis Prima qu'elle avait patinée la saison précédente pour son programme court.
La Fédération française des sports de glace la sélectionne pour la première fois pour participer à des épreuves du Grand Prix ISU senior ; d'abord au Trophée NHK en octobre 2010 (10e) puis au Trophée de France en novembre (12e). Le mois suivant elle prend la 4e place des championnats de France à Tours, ce qui la prive des grands championnats internationaux.

#### Saison 2011-2012
Elle patine son programme court sur No Hay Problema de Pink Martini, et son programme long sur la comédie musicale Notre Dame de Paris de Richard Cocciante.
Elle participe pour la deuxième fois au Trophée Bompard en novembre à Paris. Elle y arrive neuvième, en dernière place.En décembre, elle prend à nouveau la 4e place des championnats de France à Dammarie-les-Lys.

#### Saison 2012-2013
Elle conserve son programme court de la saison précédente sur No Hay Problema de Pink Martini, et choisit une sélection de musiques Rock 'n' roll pour son nouveau programme libre. Elle se classe 10e du Trophée Bompard en novembre, puis 5e des championnats de France élites de décembre à Strasbourg.

#### Saison 2013-2014
Elle patine son programme court sur la musique de la chanson La Vie en rose interprétée par Sabrina Remember et Louis Armstrong, et son programme libre sur un medley des films de James Bond dont la BO de Skyfall de Thomas Newman. Elle conserve sa 5e place aux championnats de France élite à Vaujany en décembre, et annonce la fin de sa carrière sportive en mai 2014 à l'âge de 19 ans, pour se consacrer à ses études de podologie.

## Palmarès
| Compétition/Saison                | 2009    | 2010    | 2011    | 2012    | 2013    | 2014    |  |  |  |  |  |  |  |  |
| Jeux olympiques d'hiver           |         |         |         |         |         |         |  |  |  |  |  |  |  |  |
| Championnats du monde             |         |         |         |         |         |         |  |  |  |  |  |  |  |  |
| Championnats d'Europe             |         |         |         |         |         |         |  |  |  |  |  |  |  |  |
| Championnats de France            | 5e      | 1re     | 4e      | 4e      | 5e      | 5e      |  |  |  |  |  |  |  |  |
| Championnats du monde juniors     |         | 11e     |         |         |         |         |  |  |  |  |  |  |  |  |
|                                   |         |         |         |         |         |         |  |  |  |  |  |  |  |  |
| Grand Prix ISU                    | 2008-09 | 2009-10 | 2010-11 | 2011-12 | 2012-13 | 2013-14 |  |  |  |  |  |  |  |  |
| Trophée de France                 |         |         | 12e     | 9e      | 10e     |         |  |  |  |  |  |  |  |  |
| Trophée NHK                       |         |         | 10e     |         |         |         |  |  |  |  |  |  |  |  |
| Légende : F= Forfait ; A= Abandon |         |         |         |         |         |         |  |  |  |  |  |  |  |  |

## Galerie d'images

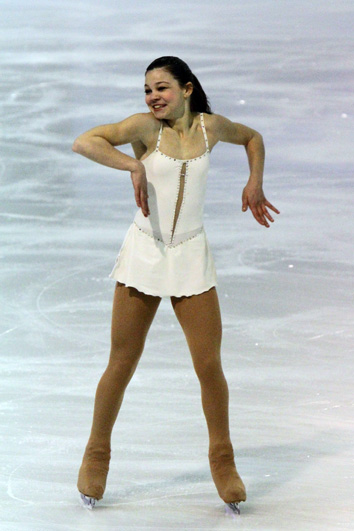
Championnats du monde junior 2010
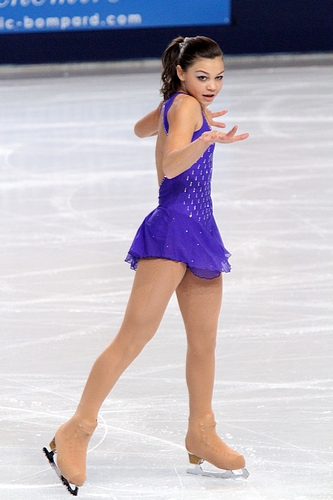
Trophée Éric Bompard 2010 (Programme court)
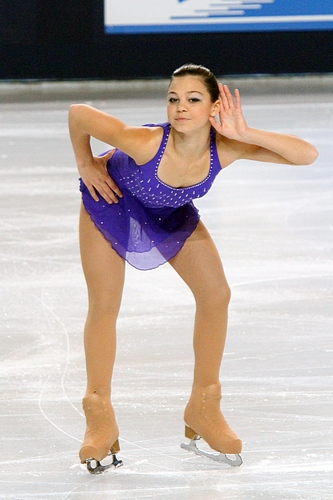
Trophée Éric Bompard 2010 (Programme court)
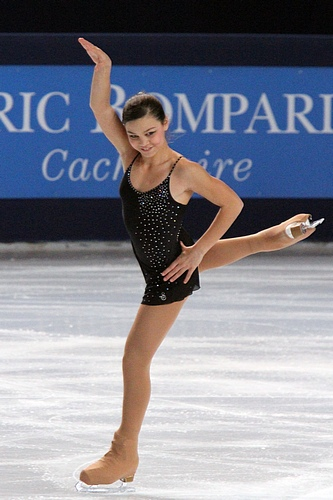
Trophée Éric Bompard 2010 (Programme libre)
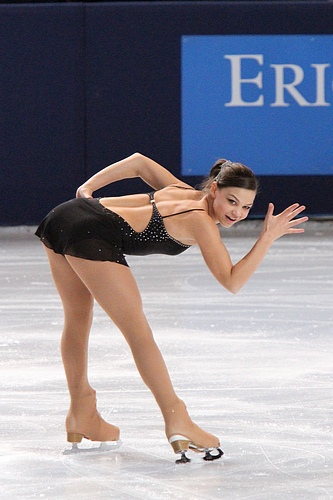
Trophée Éric Bompard 2010 (Programme libre)
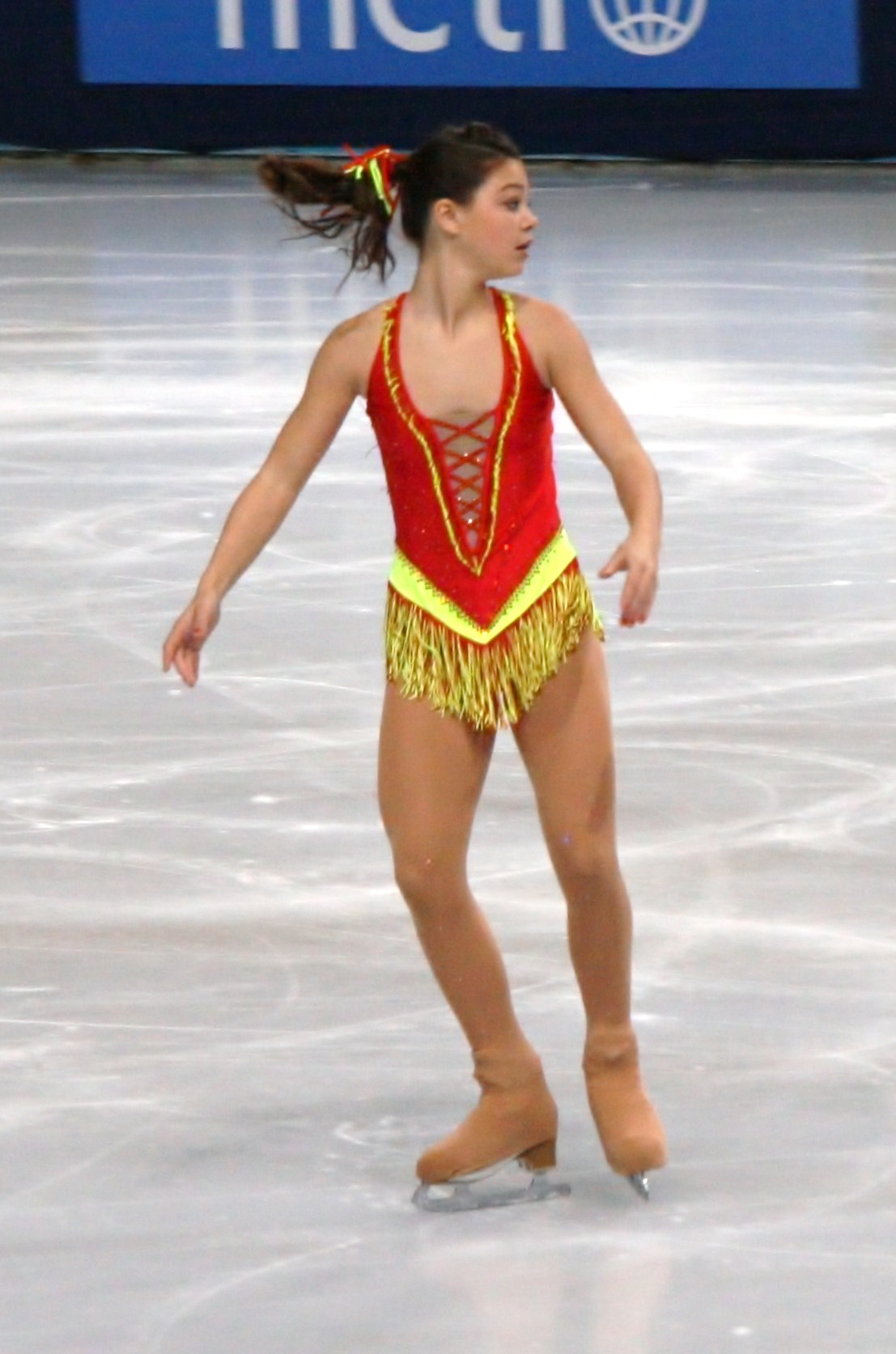
Trophée Éric Bompard 2011 (programme court)
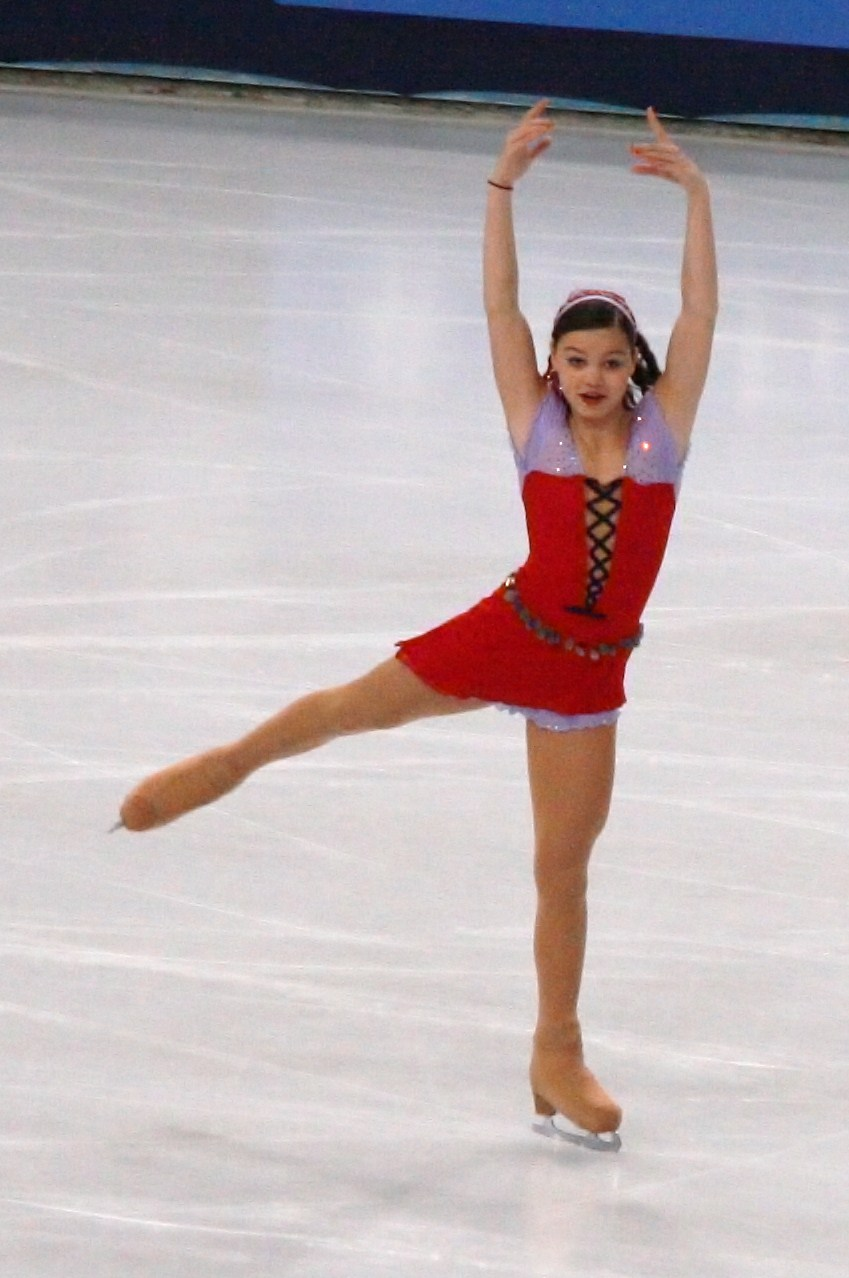
Trophée Éric Bompard 2011 (programme libre)